# Râul Vienne
Vienne este un râu in partea centrală a Franței, principalul afluent al râului Loara. Izvorăște din departamentul Corrèze, la poalele Muntelui Audouze, pe platoul Millevaches de la 920m altitudine. După 372 km se varsă în Loara, la Candes-Saint-Martin. Bazinul hidrografic al râului Vienne, acoperă o suprafață de 21.052 km².
Principalii afluenți și subafluenți ai râului Vienne sunt:
- Creuse
  - Beauze
  - Sédelle
  - Gartempe
  - Petite Creuse
  - Claise
- Maulde
- Thaurion
  - Leyrenne
  - Banize
  - Beauvais
- Aurence
- Glane
- Goire
- Issoire
- Blourde
- Ozon
- Manse
- Ruau
- Combade
- Auzette
- Valoine
- Briance
- Aixette
- Gorre
- Grêne
- Envigne
- Veude
- Négron
- Clain